# Романелли, Ролан
Ролан Романелли (фр. Roland Romanelli; род. 21 мая 1946, Алжир, Алжир) — французский аккордеонист, клавишник, композитор и аранжировщик, выпускник парижской консерватории. Работал с известными представителями французской музыки, такими как Барбара, Мишель Польнарефф, Шарль Азнавур, Владимир Косма, Жан-Жак Гольдман и другими.

## Биография
Родился 21 мая 1946 года в Алжире, столице одноимённого государства. В детстве Ролан Романелли занимался аккордеоном и в 1961 году выиграл Кубок мира по аккордеону в Павии (Италия).
В 1966 он перебрался в Париж, где его заметила Колетт Ренар, а затем и Барбара, с которой его сотрудничество продлилось двадцать лет. Начав как музыкант (аккордеонист и клавишник), он вскоре переключился на аранжировку и стал художественным руководителем певицы. Он также написал несколько песен для неё, например, Barely, Vienna, This Child. Тем не менее, он не работает исключительно с Барбарой, а сотрудничает также и с другими артистами, такими как Серж Лама, Шарль Азнавур, Мишель Польнарефф. Параллельно Ролан осваивает синтезатор.
В 1976 году Ролан становится одним из основателей популярной группы «Space». Он взял на себя синтезаторы, которые помогли росту его карьеры в 1980-х. Параллельно с работой в группе, под псевдонимом Mc Lane Explosion, выпускает диск, в который помимо прочего входят кавер-версии композиций Magic fly группы «Space», Pulstar Вангелиса и Oxygene IV Жана-Мишеля Жарра.
После распада группы в 1981 году, Ролан, совместно с другим участником «Space» Янником Топом, записывают несколько работ под различными псевдонимами (например, «April orchestra», или «Izzanelli & Sammy Wathson»). Романелли также издаёт несколько альбомов под собственным именем, наиболее удачным из которых является «Connecting Flight» 1982 года, также выпущенным в США на PolyGram Records. Главной его отличительной чертой от бывшего коллеги по группе — Дидье Маруани, является более жёсткое и менее романтичное звучание.
В 1980-х Ролан Романелли, хотя и продолжал тесно сотрудничать с Барбарой, разнообразил свою деятельность. Он аранжирует музыку для Патрика Брюэля, Марка Лавуан, Лины Рено, Жан-Жака Гольдмана. Также он начинает сотрудничать с Владимиром Косма, чью музыку он аранжирует, обращает внимание на театр и аранжирует музыку для нескольких пьес и мюзиклов. Его многочисленные проекты оставляют меньше времени для Барбары, с которой отношения напряжены. В марте 1986 года, после незначительного инцидента (конфликт между Барбарой и Жераром Депардье, в котором он поддерживал актёра), Ролан увольняется певицей.
В 1990-х годах, пока Маруани не отсудил себе авторские права на название «Space», Романелли выпускал сборники ремиксов на свои композиции и композиции группы «Space» в жанре транс (альбомы «Space in a trance», «The best of Space»). После этого он постепенно отошёл от электронной музыки и занялся написанием музыки к фильмам. Тогда же он сблизился с Жаном-Жаком Гольдманом, присоединился к его музыкальной труппе (на клавишных и синтезаторах). Наконец, в 1990-х и 2000-х годах он продолжал заниматься аранжировкой в театре и кино. Самой известной его работой в кино (в соавторстве с Гольдманом) является саундтрек к фильму Клода Зиди «Астерикс и Обеликс против Цезаря» (1999).
В 2002 году музыкант создает шоу в честь Барбары. В июне 2010 года он опубликовал вместе с Кристианом Марсом книгу о своем двадцатилетнем сотрудничестве с певицей Барбарой под названием «Шоу».
Он был также музыкальным руководителем (составление и производство) эпизодов телесериала Famille d’accueil.
В 2017 году Ролан Романелли был воплощен Винсентом Пейрани в фильме «Барбара».

## Дискография

### Сольно
- 1982 — Connecting Flight
- 1985 — Le Coeur Au Bout Des Doigts
- 1986 — Amour
- 1987 — Mémoires
- 1988 — Méditations Et Rêves

### В составе группыБарбары
- 1968 — Le Soleil Noir
- 1970 — Madame
- 1970 — L'aigle Noir
- 1972 — La Fleur D'Amour
- 1972 — Amours Incestueuses
- 1973 — La Louve
- 1974 — Enregistrement Public Au Théâtre Des Variétés
- 1978 — Enregistrement Public A L'Olympia
- 1981 — Seule
- 1981 — Récital "Pantin 81" - Enregistrement Public

### В составеSpace
- 1977 — Magic Fly
- 1977 — Deliverance
- 1978 — Just Blue
- 1980 — Deeper Zone

### С Гаем Боннетом
- 1975 — Super Sound Tango
- 1986 — Recorded Music For Film, Radio And Television

### С Гаем Боннетом и Янником Топом
- 1981 — April Orchestra Vol. 38
- 1982 — April Orchestra Vol. 43
- 1982 — Dream Music, Generics, Medley

### С Кристофом Лабрешем
- 1978 — Concerto De Ma Paranoïa

### Другие коллаборации
- 2002 — Ma Plus Belle Histoire D'Amour... Barbara (с Анн'Со)
- 2008 — Barbara 20 Ans D'amour (с Ребеккой Мэй)
- год неизвестен — Les Oeuvres Libres De Verlaine (с Полем Вернелем и Артуром Римбо; поэзия)

### Музыка к фильмам
- 1989 — Musique Du Film L'Union Sacrée (с Жан-Жаком Гольдманом)
- 1999 — Astérix & Obélix Contre César (Bande Originale Du Film) (с Жан-Жаком Гольдманом)
- 2000 — Voyous Voyelles (Bande Originale Du Film)